# Istituto sociale
L'Istituto Sociale è una scuola di Torino diretta dai Padri Gesuiti, frequentata da oltre 800 alunni e comprendente una scuola dell'infanzia, una scuola primaria, la scuola secondaria di primo grado e tre indirizzi di licei: il liceo classico internazionale, lo scientifico e il liceo scientifico sportivo. Essa fa parte della rete scolastica dei Gesuiti (GesuitiEducazione) che comprende altre sei scuole in Italia ed una in Albania. Il legale rappresentante è padre Alberto Remondini SJ, il direttore è padre Angelo Schettini SJ.
Le sue origini risalgono alla seconda metà del XVI secolo, quando i Gesuiti aprirono i primi collegi nel capoluogo piemontese. Il nome risale tuttavia al 1881, quando l'ordine dopo l'espulsione dagli Stati Sardi, rientrati in Torino, per non urtare eccessivamente il governo, rilevarono una scuola già esistente, costituita da una cooperativa di professori.
L'Istituto Sociale ha avuto sede inizialmente nel centro storico di Torino (via Arcivescovado), poi per alcuni anni alla villa "La Tesoriera" e dal 1975 è nell'attuale sede di Corso Siracusa 10, nel quartiere Mirafiori Nord.

## Attività
L'Istituto Sociale si propone di fornire un'educazione ispirata ai valori del Vangelo seguendo la pedagogia formulata da Ignazio di Loyola, rivolta non solo al percorso didattico, ma anche alla formazione della personalità degli alunni nel suo complesso.

### La proposta spirituale
La proposta spirituale dell'Istituto Sociale riguarda la partecipazione ai movimenti ignaziani della Comunità di vita cristiana, della Lega missionaria studenti e del Movimento eucaristico giovanile.